# Miranda (Mato Grosso do Sul)
Pour les articles homonymes, voir Miranda.
Miranda est une municipalité brésilienne de l'État de Mato Grosso do Sul et la Microrégion d'Aquidauana.